# Minamoto no Yoshitomo
Minamoto no Yoshitomo (源 義朝), född 1123, död 11 februari 1160, var ledare av Minamoto-klanen och general under senare delen av Heian-perioden i Japan. Hans son Minamoto no Yoritomo blev shogun och grundade Kamakura-shogunatet, det första shogunatet i Japans historia.

## Hōgen-upproret
Under Hōgen-upproret 1156, kom Minamoto- och Taira-klanerna I konflikt. Yoshitomo lierade sig med Taira no Kiyomori och stödde kejsaren Go-Shirakawa och Fujiwara no Tadamichi. Yoshitomos far, Minamoto no Tameyoshi, som var ledare för Minamoto-klanen, stödde däremot den före detta kejsaren, Sutoku och Fujiwara no Yorinaga, tillsammans med Yoshitomos yngre bror, Minamoto no Tametomo.
Yoshitomo lyckades besegra sin far och Sutokus och  Yorinagas styrkor, och blev den nye ledaren för Minamoto i Kyoto. Fadern, Tameyoshi, blev avrättad, trots Yoshitomos önskan att skona honom. Hōgen-upproret kom att bli den händelse som gjorde Minamoto och Taira till de två starkaste konkurrenterna i landet om makten.

## Heiji-upproret
Tre år senare, 1159, satte Yoshitomo och Fujiwara no Nobuyori Go-Shirakawa i husarrest och avrättade hans trotjänare Fujiwara no Michinori i det som kom att kallas Heiji-upproret. Bakgrunden var att Taira favoriserades av hovets efter Hogen-upproret, trots de uppoffringar Minamoto gjort. Upproret slutade i nederlag för Yoshitomo, som med stöd av kejsaren besegrades av Taira no Kiyomori. Yoshitomos två äldsta söner avrättades och kejsaren befriades från sin husarrest.
Yoshitomo flydde från Kyoto men angavs och dödades i Owari-provinsen. Det sägs att han blev dödad medan han tog ett bad i heta källor och att han sista, legendariska ord skulle ha varit:
| ” | Om jag så bara hade haft ett träsvärd (bokken). | „ |

Yoshitomos grav finns i Aichi prefekturen.

## Barn
Yoshitomo fick totalt nio söner. Hans två äldsta söner Minamoto no Yoshihira och Minamoto no Tomonaga, avrättades efter Heiji-upproret. När Genpei-kriget utbröt 1180 var Minamoto no Yoritomo hans äldste son i livet. Hans sex återstående söner i åldersordning från äldst till yngst var Yoshikado, Mareyoshi, Noriyori, Zenjo, Gien, och  Yoshitsune.

## Utmärkelser
Asteroiden 3733 Yoshitomo är uppkallad efter honom.